# Hans Eriksen
Hans Johannes Andreas Eriksen (língua lapónica do Norte: Erkke Hánssa Hánsa) (27 de março de 1936 – 1 de outubro de 2020) foi um lapão norueguês, professor, diretor, locutor de rádio, político, defensor da língua lapónica e membro do Partido do Progresso (FrP). Eriksen serviu como membro eleito do Parlamento Lapão da Noruega de 2009 a 2013. Ele também foi um líder de longa data da Associação Sámi da Noruega durante as décadas de 1980 e 1990. Além da sua carreira na política e na educação, Eriksen foi também chefe da Rádio NRK Sámi, que hoje é conhecida como NRK Sápmi. Ele também trabalhou como gerente de rádio da Rádio NRK Sámi de 1979 a 1980.

## Biografia
Eriksen era originalmente da vila de Sirbmá, em Finnmark. No início da sua vida e carreira, Eriksen passou muitos anos como professor e diretor de uma escola primária em Karasjok. Eriksen começou a sua carreira política como representante do conselho municipal de Tana e membro do conselho municipal de Finnmark pelo partido FrP.
Hans Eriksen faleceu no dia 1 de outubro de 2020, com a idade de 84 anos.